# Selidosema ambustaria
Selidosema ambustaria är en fjärilsart som beskrevs av Jacob Hübner 1828-31. Selidosema ambustaria ingår i släktet Selidosema och familjen mätare. Inga underarter finns listade i Catalogue of Life.